# شوک (میزوری)
شوک (به انگلیسی: Shook) یک منطقهٔ مسکونی در ایالات متحده آمریکا است که در شهرستان وین، میزوری واقع شده‌است. شوک ۱۲۱٫۹۲ متر بالاتر از سطح دریا واقع شده‌است.